# Concerto funèbre pour violon
Le « Concerto funebre » (titre en italien dans sa version finale de 1959) pour violon et orchestre à cordes est un concerto du compositeur allemand Karl Amadeus Hartmann. Composé en 1939 sous le titre original Musik der Trauer  (Musique de deuil), il fut créé à  Saint-Gall, (Suisse) le 29 février 1940 par Karl Neracher et l'Orchestre de chambre de Saint-Gall dirigé par Ernst Klug. L'ouvrage a été révisé en 1959.
Il aurait été inspiré par l'invasion de la Tchécoslovaquie par les nazis, témoignant ainsi de son opposition au régime en place, dans son pays. La partition a été dédiée à son fils Richard P. Hartmann, alors âgé de quatre ans. 
La version (légèrement) révisée par Hartmann a été jouée pour la première fois à Brunswick le 12 novembre 1959, sous la direction de Heinz Zeebe. Le soliste était Wolfgang Schneiderhan, un de ceux qui ont soutenu l'œuvre avec le plus de conviction. Le premier enregistrement a été fait par le violoniste suisse Ulrich Lehmann avec l'Orchestre de chambre de Zurich dirigé par Edmond de Stoutz (Amadeo label). D'autres solistes ont mis ce concerto à leur répertoire et l'ont enregistré, parmi lesquels André Gertler, Michael Erxleben, Isabelle Faust, Ida Haendel, Alina Ibragimova, Suyoen Kim, Susanne Lautenbacher, Gordan Nikolić, Theo Olof, Nilla Pierrou, Benjamin Schmid, Vladimir Spivakov et Thomas Zehetmair.
Il s'agit probablement de l'une des œuvres les plus jouées du compositeur.

## Analyse de l'œuvre
L'œuvre comporte quatre mouvements, joués sans interruption et son exécution demande environ une vingtaine de minutes.
1. Introduction Largo
2. Adagio
3. Allegro di molto
4. Choral marche lente

Le premier mouvement comporte un choral hussite traditionnel. Le dernier mouvement reprend un chant russe Aux révolutionnaires tombés.